# Assedio di Herat (1837-1838)
L'assedio di Herat del 1837-1838 fu il tentativo dello scià di Persia Muhammad Shah Qajar di conquistare l'Emirato di Herat, governato da Kamran Shah Durrani e dal suo visir Yar Muhammad Khan Alakozai. Nello scontro furono coinvolti anche degli europei: i britannici Sir John McNeill e Eldred Pottinger e i russi conte Simonič e Jan Prosper Witkiewicz. Durante i primi giorni dell'assedio, Sher Muhammad Khan Hazara, alleato di Kamran e capo degli hazara di Qala-i-Naw, contribuì a formare una confederazione sunnita che svolse un ruolo cruciale nella difesa di Herat. L'assedio cessò quando gli inglesi minacciarono di intraprendere un'azione militare e i russi ritirarono il loro sostegno allo scià.

## Contesto
Prima della caduta della dinastia safavide, Herat faceva parte del Grande Khorasan, a sua volta parte dell'Impero persiano. Nel 1747, durante un loya jirga (gran consiglio), l'Impero afghano Durrani si staccò dalla Persia. Dopo alcuni decenni di caos, i Qajar riunirono i territori persiani e tentarono di riconquistare l'Afghanistan. Nel 1816 i persiani presero Herat, ma dovettero presto abbandonarla. Nel 1818 tentarono nuovamente la conquista, ma a seguito della non decisiva battaglia di Kafir Qala dovettero nuovamente ritirarsi.

## Invasione persiana e inizio dell'assedio
Nel luglio 1837 l'esercito persiano iniziò la marcia verso Herat. Muhammad Shah Qajar intendeva conquistare Herat per poi estendere la propria influenza fino al fiume Amu Darya e colpire i governanti di Khiva, Badghis e Bukhara, che si erano alleati con Herat e che con le loro incursioni nel Khorasan avevano spopolato gran parte della provincia. L'esercito persiano si riunì nella città di Torbat-e Jam il 28 (o il 30) ottobre 1837. I persiani pianificarono quindi un attacco su quattro fronti, con una parte dell'esercito che avrebbe marciato su Herat divisa in tre diverse colonne, mentre una quarta avrebbe marciato verso Meymaneh e neutralizzato le tribù della zona.
Durante l'avanzata verso Herat, Muhammad Shah Qajar incaricò Muhammad Khan, amir-e tuman ("comandante di 10000"), di conquistare Ghurian, ponendolo al comando di 8000 uomini e 6-8 cannoni. Le truppe persiane arrivarono alla periferia della città e furono attaccate da un esercito guidato da Shir Muhammad Khan, fratello di Yar Muhammad Khan Alakozai e governatore di Ghurian. I persiani furono respinti e 800 dei loro soldati restarono intrappolati nella fortezza della città. Il 5 novembre (o il 6 novembre) 1837 lo scià raggiunse la zona: per una settimana Ghurian fu devastata da un costante fuoco di artiglieria che distrusse completamente tre lati della fortezza. Il 13 (o il 15) novembre 1837 la fortezza fu infine conquistata e Shir Muhammad Khan, recatosi all'accampamento dello scià, offrì la propria sottomissione. Amir Asadollah Khan fu lasciato a capo della regione.
Nell'agosto 1837 Eldred Pottinger entrò a Herat sotto mentite spoglie. In quel periodo Herat era ufficialmente govrenata da un uomo della tribù sadozai, Kamran Shah Durrani, anche se il vero potere politico era esercitato dal suo, Yar Muhammad Khan Alakozai. Quando giunse voce che l'esercito persiano, guidato dallo scià e con consiglieri russi, stava avanzando su Herat, Kamran Shah Durrani iniziò a rafforzarne le difese. Pottinger, presentatosi a Yar Muhammad Khan Alakozai, fu accettato come consigliere e contribuì al rafforzamento delle difese di Herat. Le truppe afghane contavano circa 22000 uomini tra fanteria e cavalleria.
Il 23 (o il 24) novembre 1837, con l'arrivo dello scià, iniziò l'assedio di Herat. I persiani scavarono trincee intorno alla città, avvicinandosi lentamente alle mura per non essere visti dai tiratori scelti dei difensori.

## La campagna contro gli aimaq
Preoccupato per una possibile espansione persiana, Sher Muhammad Khan Hazara, capo degli hazara di Qala-i-Naw, decise di aiutare Herat. Organizzò una confederazione sunnita che comprendeva tribù aimaq, turcomanne e uzbeke, facendo leva sull'antagonismo religioso nei confronti degli sciiti. La forza combinata sunnita si riunì a Qala-i-Naw e iniziò i suoi attacchi contro l'esercito persiano. Ad affrontare tale minaccia ai confini della Persia lo scià inviò il governatore del Khorasan, Asaf al-Daula, con 12000 dei suoi migliori soldati e 9 cannoni (Muhammad Yusuf riporta 14000 soldati e 4 cannoni). Le truppe di Asaf al-Daula lasciarono Torbat-e-Jam e marciarono verso Qara Tappeh (Torghundi) attraverso Qesh Robat, Kariz e Kohsan. A metà novembre le forze persiane avevano conquistato Qara Tappeh e stavano marciando su Qala-i-Naw. Solo Muhammad Zaman Khan Jamshidi continuava, a Kushk, a opporsi alla loro avanzata, ma alla fine fu sconfitto perdendo 200 o 300 dei suoi 6000 uomini. Tre giorni dopo Asaf al-Daula riuscì a entrare a Qala-i-Naw senza ulteriori scontri, riuscendo a impadronirsisi di denaro e proprietà per un valore di almeno mezzo milione di toman.
Dopo la sconfitta di Muhammad Zaman Khan Jamshidi, Sher Muhammad Khan Hazara decise di ritirarsi nel Dasht-i Tahaboy, un altopiano del Nakhjaristan, lontano dalle forze di Asaf al-Daula. Secondo Lee, a questo punto i confederati sunniti, radunatisi a Maruchaq, comprendevano 15000 uomini provenienti dalle popolazioni delle provincie di Badghis, Ghwor, Murghab, Pandjeh (Serhetabat), Bukhara, Khiva, Urganj (Kunya-Urgench), Maimana e Chahar Wilayat. Mohammad Yusuf afferma che l'esercito era composto da 15000 khivani e turkmeni, 6000 uzbeki del Chahar Wilayat e 4000 uomini delle tribù aimaq e badgis. Le forze furono divise: una parte sarebbe stata inviata contro il corpo principale dell'esercito principale a Herat, mentre il resto avrebbe immobilizzato le forze persiane sulle montagne.

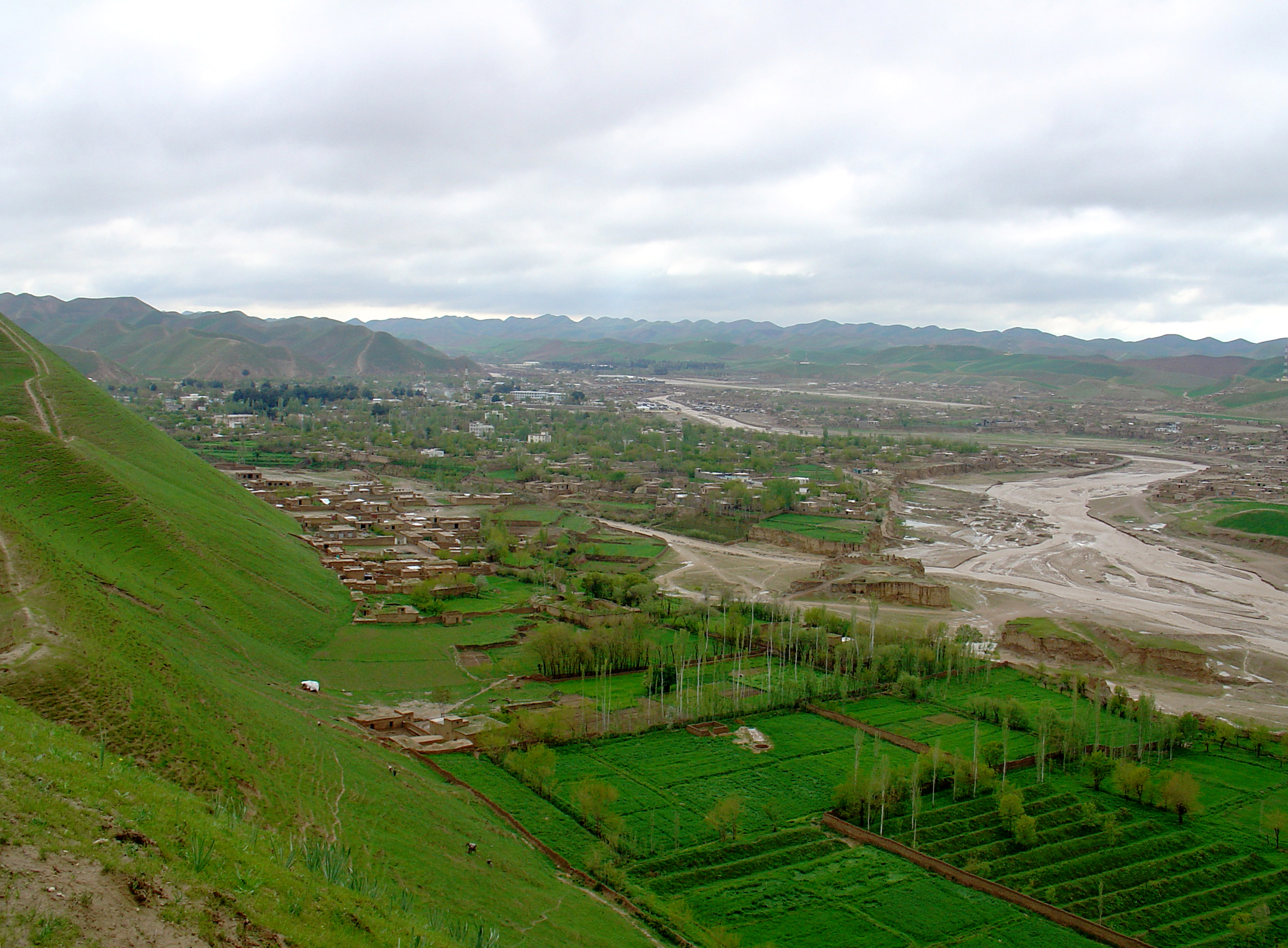
Qala-i-Naw e il territorio circostante

Nonostante la conquista di Qala-i-Naw, la confederazione sunnita rimase fuori dalla portata dei persiani. Il freddo e il gelo invernali resero impossibile svernare a Qala-i-Nawche agli uomini di Asaf al-Daula, soprattutto con un potente nemico nelle vicinanze che avrebbe potuto sfruttare il terreno a proprio vantaggio. Pertanto, dopo 10 giorni di riposo in città, Asaf al-Daula decise di conquistare Bala Morghab prima che fossero tagliate le sue linee di rifornimento.
Il sentiero che l'esercito imboccò era estremamente stretto e scivoloso, difficile da percorrere e ideale per la guerriglia e la confederazione sunnita ne approfittò per tendere un'imboscata. A pochi chilometri a sud di Pada Kaj, Muhammad Zaman Khan Jamshidi, Sher Muhammad Khan Hazara e Shah Pasand Khan Firozkohi lanciarono un attacco a sorpresa all'esercito persiano. In una battaglia durata quattro ore, nonostante subissero perdite superiori a quelle del nemico, i persiani riuscirono a sconfiggere gli aimaq, uccidendone 250, e ad occupare Pada Kaj. Asaf al-Daula mandò avanti come avanguardia suo nipote, Iskandar Khan, le cui truppe si persero nelle strette gole cadendo in un'imboscata degli aimaq.

## Nuovi attacchi persiani e fine dell'assedio
Nell'aprile del 1838 arrivarono all'accampamento dello scià sia John McNeill sia il conte Simonič, con opposti intenti. McNeill minacciò lo scià di dichiarargli guerra se avesse preso Herat e, con il deliberato intento di abbassare il morale delle truppe persiane, lo convinse a rinunciare ad un assalto già pianificato. Nel marzo o aprile 1838, la corte russa, preoccupata di una possibile reazione britannica, decise di richiamare Simonič, ma le comunicazioni erano così lente che il messaggio arrivò a Herat solo alla fine di giugno del 1838. McNeill riferì che le truppe persiane erano in difficoltà e che avrebbero dovuto rinunciare all'assedio se la situazione dei rifornimenti non fosse migliorata. Anche gli assediati erano in difficoltà: a un certo punto 600 anziani, donne e bambini furono cacciati dalla città per risparmiare cibo: entrambi gli schieramenti spararono su di loro, finché i persiani non li lasciarono passare.
Nel frattempo Kohan Dil Khan, sovrano di Qandahar, colse l'occasione per scendere a patti con i persiani e conquistare le città di Sabzawar e Farah.
Il conte Simonič aveva intanto acquisito una grandissima influenza presso lo scià, e il 7 giugno 1838 McNeill si sentì costretto a tornare a Teheran. Messo da parte il suo ruolo diplomatico, Simonič assunse la direzione dell'assedio. Quando ricevette la notizia del suo richiamo, il 22 giugno 1838, la risposta di Simonič fu quella di ordinare un assalto immediato alla città. Il 24 giugno 1838 i persiani attaccarono in cinque punti, riuscendo a sfondare il muro solo nell'angolo sud-est. I combattimenti si protrassero per un'ora. Secondo Kaye, sia Pottinger che Yar Muhammad Khan Alakozai si trovavano sulla breccia per incoraggiare le truppe. Quando Yar Muhammad cominciò a perdere coraggio, Pottinger lo spinse fisicamente in avanti. Yar Muhammad si precipitò allora come un pazzo verso le truppe più arretrate e l'intero esercito si riversò fuori dalla breccia, allontanando i persiani dalle mura.
Nel frattempo il governo britannico, rendendosi conto dell'impossibilità di inviare un esercito attraverso l'Afghanistan, aveva inviato una spedizione navale nel Golfo Persico che il 19 giugno 1838 aveva occupato l'isola di Kharg. L'11 agosto 1838 McNeill, che era tornato a Teheran, inviò Charles Stoddart al campo persiano con un messaggio di minaccia. Lo scià decise di desistere e il 9 settembre 1838 l'assedio fu tolto. Nonostante la presenza di consiglieri russi fra gli assedianti, Herat resistette all'assedio otto mesi. Sotto le pressioni britanniche, i russi richiamarono il conte Simonič e Witkiewicz, sostenendo che entrambi avessero oltrepassato le loro istruzioni. 

## Conseguenze
Il giorno dopo la partenza dello scià da Herat, fu dato ordine all'esercito indiano di radunarsi in vista dell'invasione che avrebbe poi provocato la prima guerra anglo-afghana. I russi risposero allo smacco subito con un tentativo, di Vasily Alekseevich Perovsky, di invasione di Khiva. Nel 1856 la conquista persiana di Herat fu causa della guerra anglo-persiana. Nel 1863 la città fu conquistata dagli afghani. Nel 1885 gli inglesi impedirono una manovra russa a sud di Herat, nota come incidente di Pandjeh.

## Storiografia
Una versione eroica delle attività di Pottinger è contenuta nel libro di Sir John William Kaye History of the War in Afghanistan, basato sul diario di Pottinger. Il diario andò distrutto a causa di un incendio nello studio di Kaye, quindi la varesione di Kaye non può essere verificata: pare che il rapporto ufficiale di Pottinger fosse più modesto. La campagna persiana contro gli aimaq ebbe un ruolo cruciale nella difesa di Herat, in quanto lo scià fu costretto a inviare alcune delle sue migliori truppe in una campagna lunga quattro mesi e vinta solo dopo duri combattimenti, ma è stata a malapena menzionata dalla storiografia moderna, amplificando il ruolo di Pottinger come presunto salvatore di Herat. Faiz Mohammad Katib Hazara trattò questo evento in modo dettagliato, riconoscendone l'importanza.